# Наррос
Наррос (ісп. Narros) — муніципалітет в Іспанії, у складі автономної спільноти Кастилія-і-Леон, у провінції Сорія. Населення — 46 осіб (2010).
Муніципалітет розташований на відстані близько 200 км на північний схід від Мадрида, 17 км на північний схід від Сорії.

## Демографія
Динаміка населення (INE ):